# Wolf-Heinrich von Helldorf
Wolf-Heinrich Graf von Helldorf (14 octobre 1896, Mersebourg – 15 août 1944, Berlin) était un homme politique nazi. Préfet de police de Berlin de 1935 à 1944, il participa avec énergie aux actions antisémites et fut proche de Joseph Goebbels. Il prit néanmoins part au complot du 20 juillet 1944, à la suite duquel il fut condamné à mort et exécuté.

## Biographie

### Jeunes années
Fils d’un propriétaire terrien et issu de la famille noble von Helldorf, Helldorf prend part, en 1915, à la Première Guerre mondiale avec le grade de lieutenant dans le 12e régiment de hussards. En 1918, il devient membre du parlement prussien.

### Au sein du parti nazi

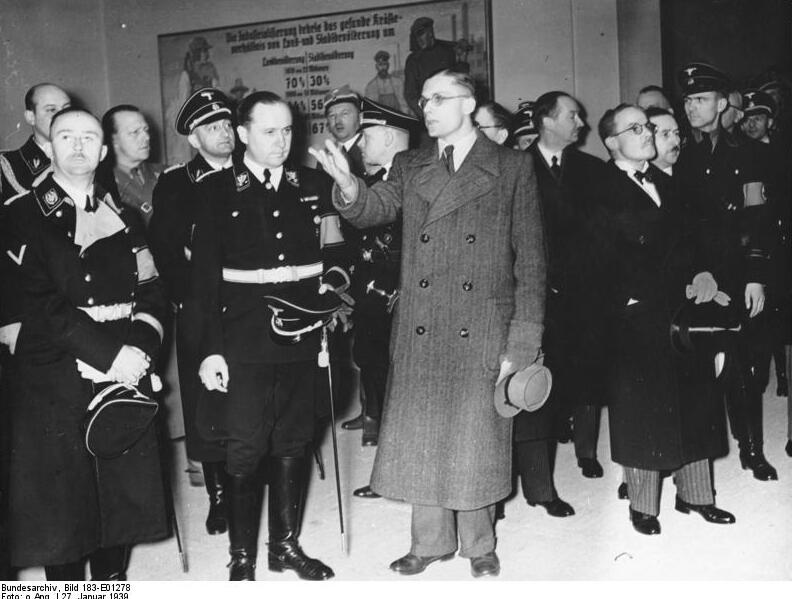
Helldorf, au second plan, à la gauche de Heinrich Himmler, en 1939

Helldorf rejoint, en 1931, les rangs de la SA, dont il est le chef régional à Berlin. Son rôle s'accroît en 1933, quand il devient également le chef de la SS de Berlin et du Brandebourg, et qu’il est élu au Reichstag.
En mars 1933, il est nommé préfet de police de Potsdam ; à partir de juillet 1935, il occupe la même fonction à Berlin. Joueur invétéré, il utilise sa position pour faire arrêter des Juifs fortunés et leur extorquer des sommes exorbitantes contre leur libération et l’autorisation d’émigrer.
Il est l’un des proches alliés de Joseph Goebbels. En tant que chef de la police de Berlin, il joue un rôle important dans les persécutions antisémites. Dans son entrée du 2 juillet 1938, Goebbels mentionne dans son journal que Helldorf veut créer un ghetto juif à Berlin, en faisant financer sa construction par les Juifs riches. Helldorf organise activement la destruction des synagogues et des commerces juifs lors de la Nuit de Cristal.
Durant l'affaire Blomberg-Fritsch, Helldorf va différer la transmission de pièces disculpatoires contredisant les « preuves » apportées contre les deux généraux.

### Complot du 20 juillet 1944
À partir de 1938, Helldorf est en contact avec les militaires membres de la résistance allemande au nazisme, et avec Hans-Bernd Gisevius, espion de l'Abwehr qui sert d'agent de liaison entre ceux-ci et l'OSS.
Lors du Complot du 20 juillet 1944, son rôle est d’empêcher les forces de police de s’opposer au coup d’État, puis de les mettre au service du nouveau gouvernement. Sa motivation réelle pour participer au complot est controversée, et relève vraisemblablement plus de l’opportunisme que d’une conviction personnelle.
À la suite de l'échec du complot, il est arrêté, et jugé devant le Volksgerichtshof par Roland Freisler. Il est pendu à la prison de Plötzensee, après avoir été témoin, sur ordre d'Hitler, de la pendaison de ses camarades. Son corps, comme celui des autres, sera brûlé par les SS.